# Купчиха за чаєм
«Купчиха за чаєм» — картина російського художника Бориса Кустодієва, написана ним у 1918 році.
На картині зображена купчиха, що сидить за чаєм на терасі свого особняка на тлі провінційного міського пейзажу. У цій роботі Кустодієв втілив свій давній задум про створення картини на тему купецького чаювання, з жінкою - головною героїнею полотна. Моделлю для неї послужила реальна жінка, але не купчиха, а баронеса Галина Адеркас, спадкоємиця дворянського роду з Астрахані, батьківщини Кустодієва. Баронеса володіла пишними формами і була цілком в художньому смаку Кустодієва, який визнавав, що «худі жінки на творчість не надихають».
Картина написана в 1918 році, після революції, що знищила купецький світ старої Росії. Полотно добре зустріли і позитивно оцінили критики і художники, включаючи Костянтина Сомова, Георгія Лукомського, Михайла Нестерова. Робота побувала на кількох експозиціях, в тому числі за кордоном, а також на першій персональній виставці Кустодієва. В даний час картина знаходиться в зборах Державного Російського музею в Санкт-Петербурзі.

## Історія і створення

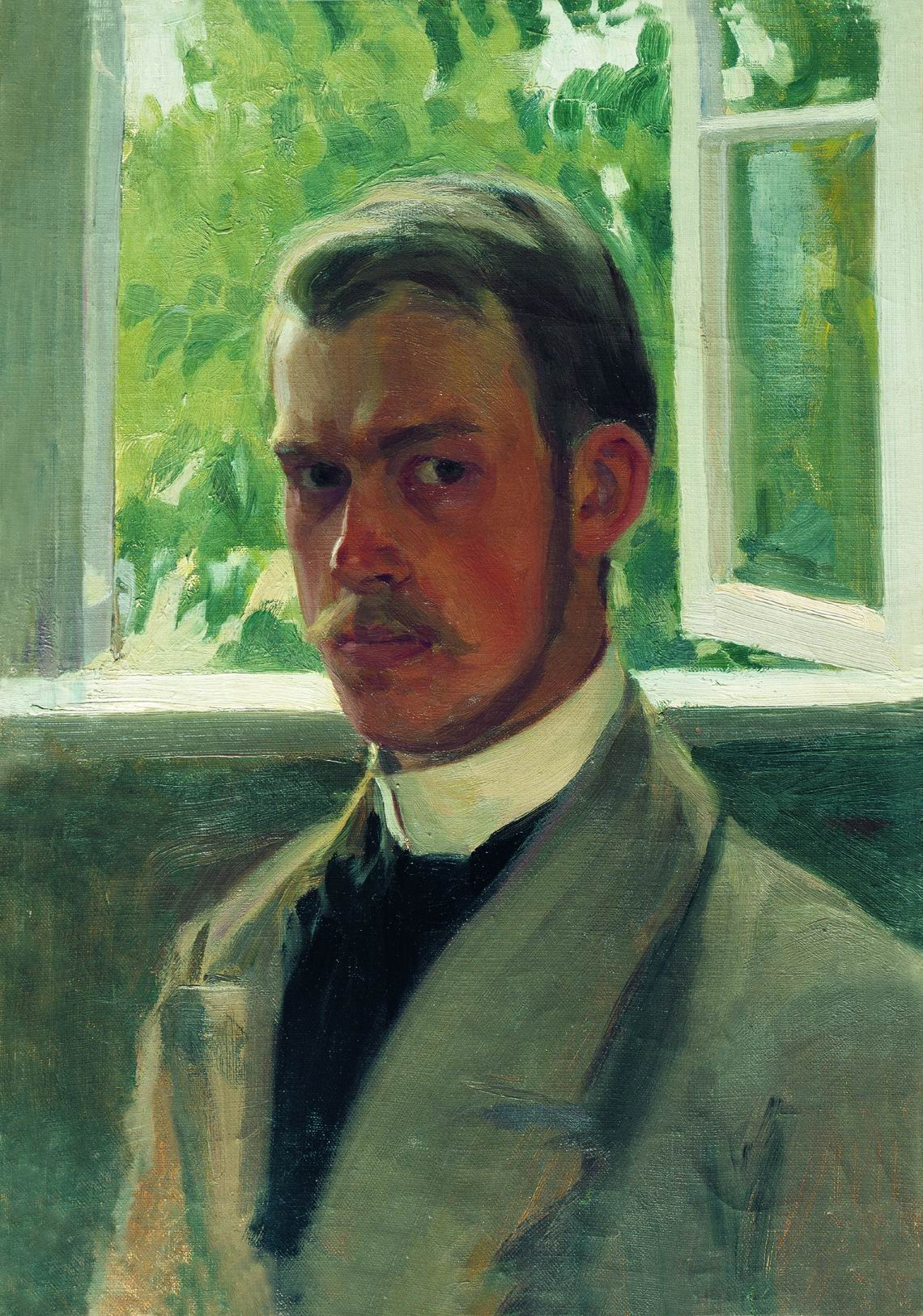
«Автопортрет біля вікна», Кустодієв, 1899 рік

Беручи участь в мистецькому об'єднанні «Світ мистецтва», Кустодієв цікавився не тільки образами дворянської культури, але і провінційним побутом - він був справжнім поетом купецтва . Купчихи в творчості Кустодієва - це богині, виразниці мрій народу про щастя, ситості й достатку . Однак у багатьох його жанрових полотнах на тему купецтва народний, російський ідеал жіночої краси при гіперболізованих формах знаходив особливу монументальність, одночасно поєднуючи в собі захоплення, іронію і гротеск, сучасність і минуле, реальність і вигадка   . З'явився навіть вираз «кустодієвської красуні». Це вони населяють особливий казковий світ, в якому зберігся зруйнований прямо на очах у Кустодієва старий патріархальний уклад з купчихи, чаєпиттями, гуляннями і ярмарками в тихих провінційних містах. В ту небувалу кустодієвську Русь, наповнену життям, світлом і силами, достатком і музикою, фарбами і веселощами, і втік від буденності художник, прикутий до інвалідного візка через пухлини спинного мозку і провів останні 15 років свого життя з паралізованими ногами      . Втративши можливість рухатися, Кустодієв дивним чином зберіг здатність писати задушевні і колористично багаті, світлоносні картини, багато в чому завдяки тому, що у нього в пам'яті залишилася «чудова країна спогадів». Саме в ній і жили сюжети і люди з того, вже пішов світу, не втратив свого терпкого аромату . Цей світ був знищений вихором революції з приходом до влади більшовиків. З ними ж настали часи голодні і страшні, про яких Кустодієв розповідав в листі режисерові Василю Лужському: «Живемо ми тут неважливо, холодно і голодно, всі тільки й говорять кругом про їжу та хлібі [...] Я сиджу вдома і, звичайно, працюю і працюю, ось і всі наші новини»  . Через потреби сім'ї Кустодієва довелося продавати особисті речі, сам художник через відсутність замовлень зайнявся оформленням вулиць Петрограда до річниці революції, а на дружину його лягло ведення всього господарства, включаючи кілку дров  .

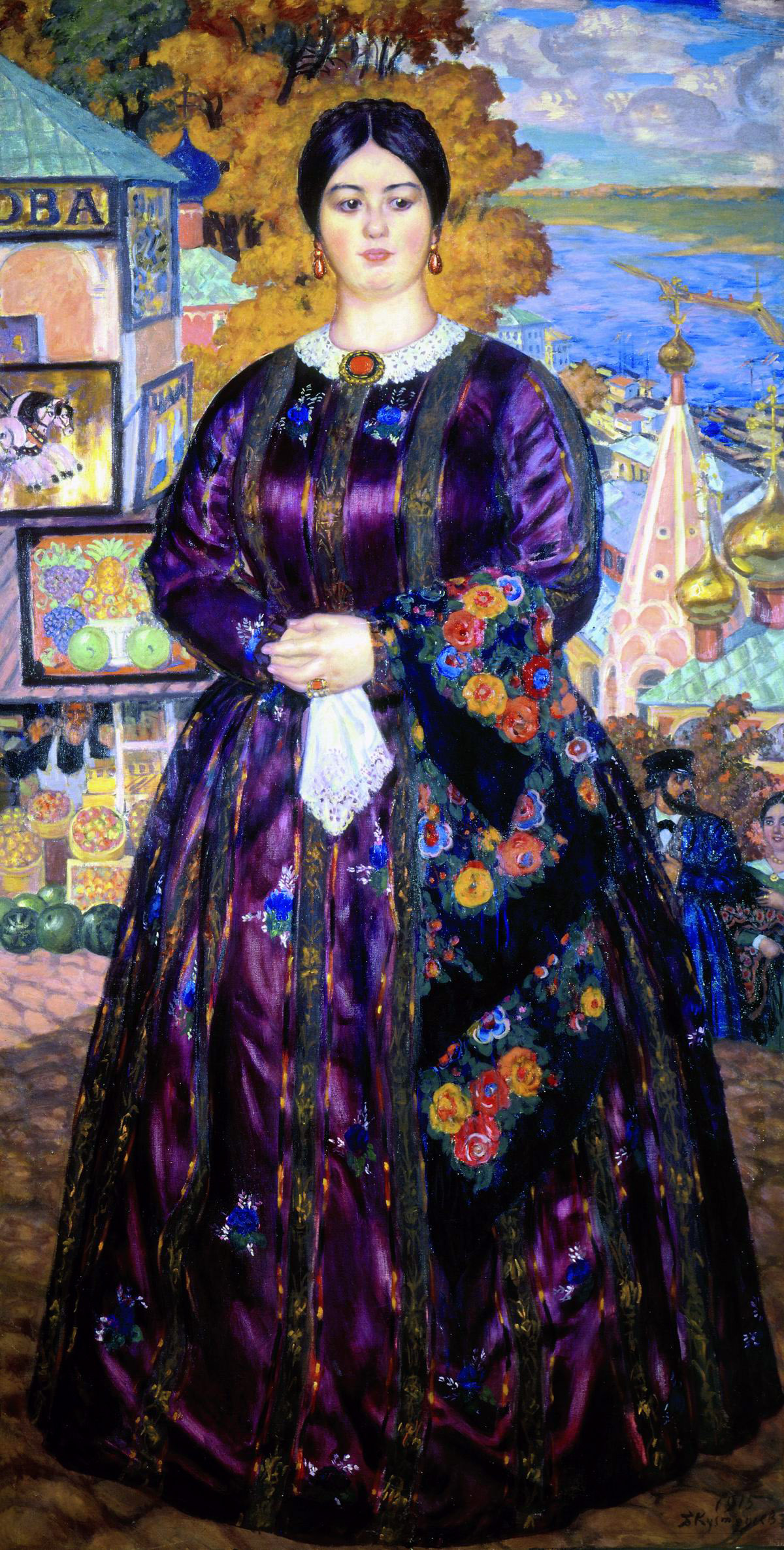
«Купчиха», 1915

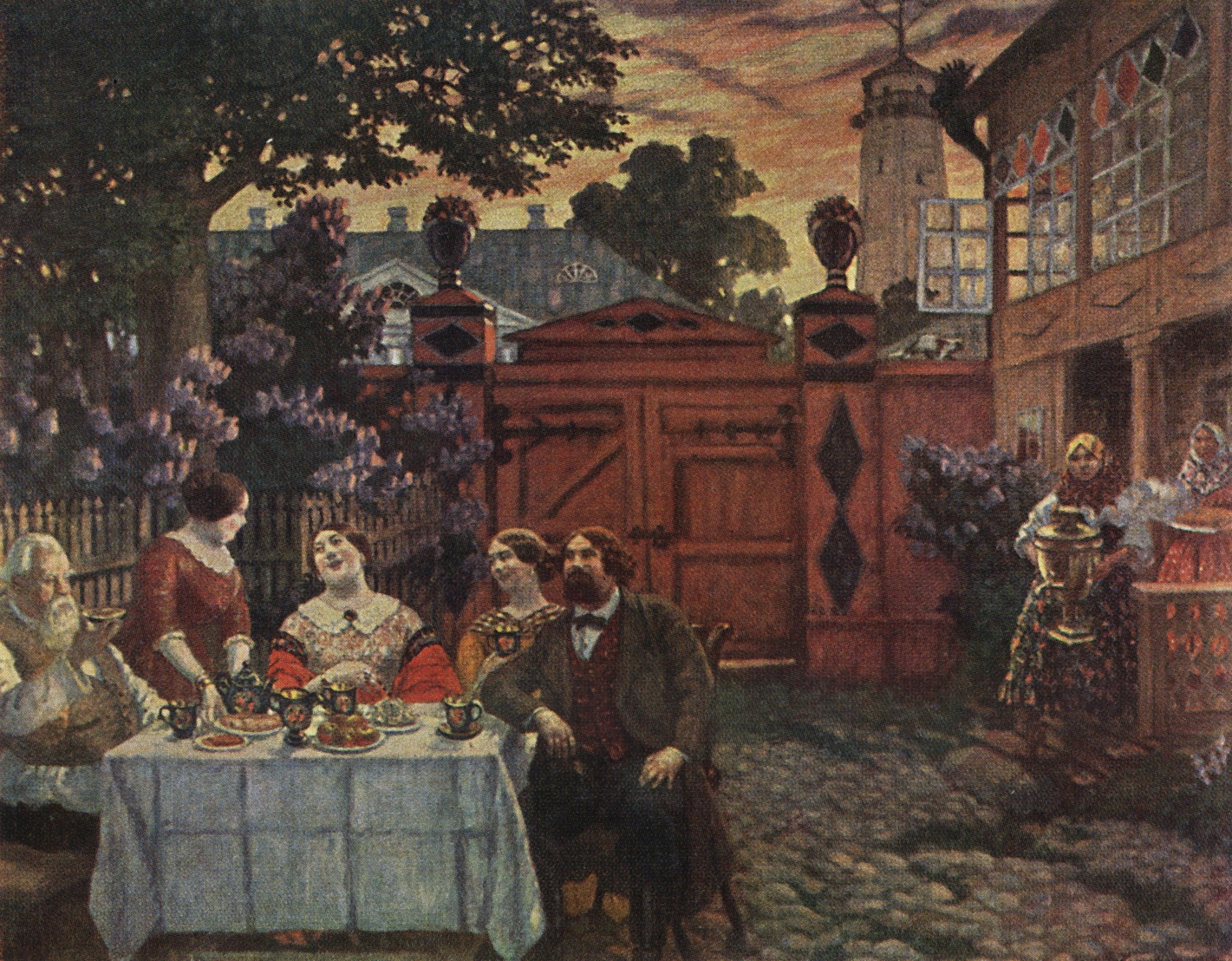
«Чаювання», 1913

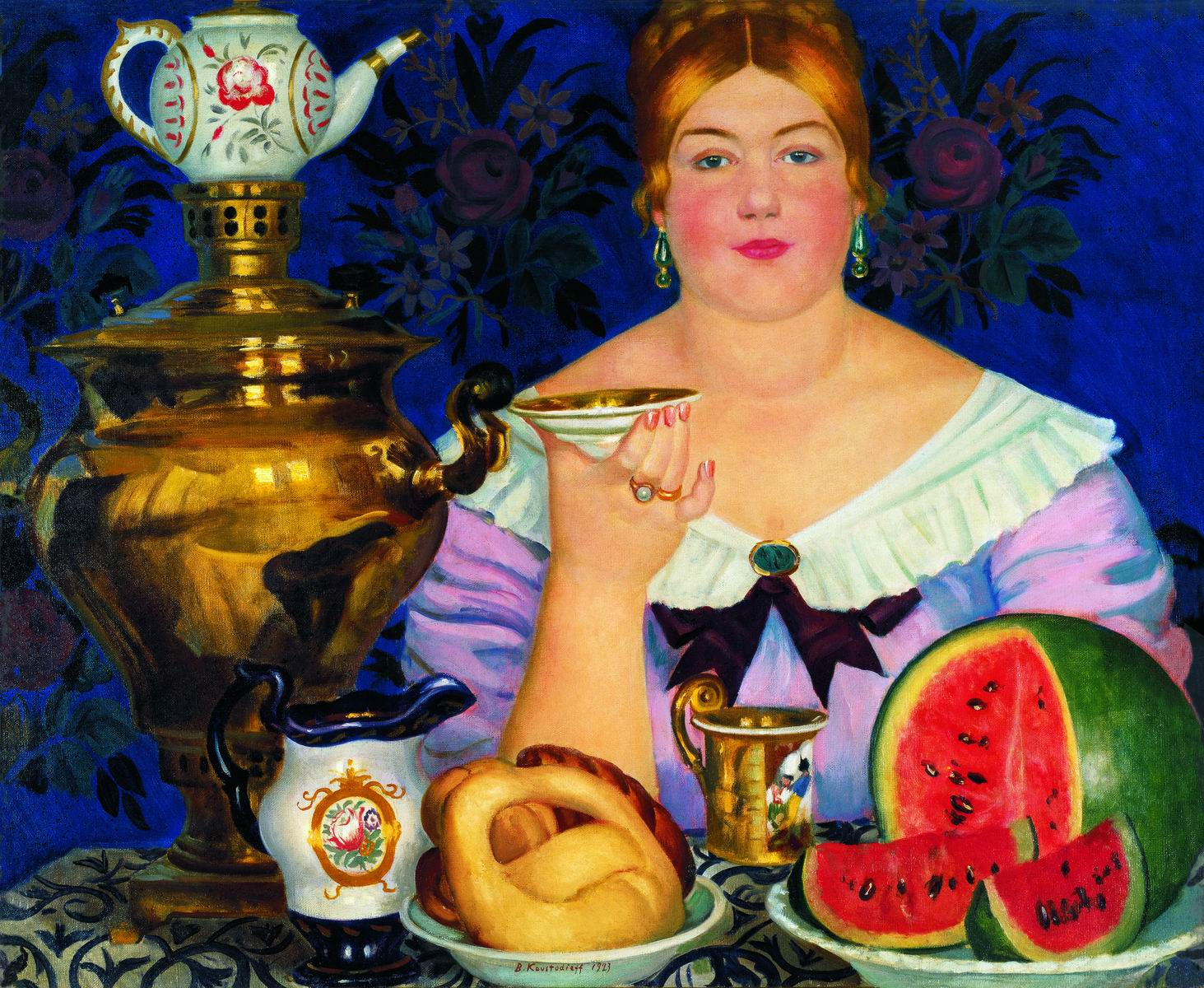
«Купчиха, яка п'є чай», 1923

Влітку 1918 року Кустодієв приступив до втілення на полотні свого давнього задуму, пов'язаного з картиною «Чаювання» (приватне зібрання) 1913 року, на якій зображено застілля дебелих купчих на чолі з чинним купцем - батьком сімейства, в якому художнику бачився дійсний таємний радник, сенатор правознавців Микола Таганцев   . На цей раз художник вирішив зробити центром нової роботи жінку, таку велику, як «Красуня» ( Державна Третьяковська галерея ), і таку ж монументальну, яка чинна склала руки і стоїть над містом, як «Купчиха» ( Державний Російський музей ) 1915 років   . Примітно, що для реального життя у Кустодієва був один смак, а для живопису - інший. Моделями для його купчих часто були представниці інтелігенції, огрядні жінки. Сам Кустодієв не був прихильником такого типажу, та й дружина його, Юлія, не володіла пишними формами, володіла тендітною, непомітною зовнішністю. У зв'язку з цим Кустодієв відзначав, що «худі жінки на творчість не надихають»   . Почавши накидати фон для нової картини, Кустодієв поділився своїми роздумами про жінку пишної і квітучої натури з дружиною, попросивши її допомогти з пошуком моделі . Потрібна натурниця знайшлася досить скоро, причому жила вона в тому ж під'їзді, де і Кустодієви . «Купчихою» виявилася баронеса Галина Адеркас, представниця стародавнього дворянського роду з Астрахані, в ту пору студентка медичного факультету  . Вона чула про свого сусіда-художника, охоче погодилася позувати для картини і навіть пишалася цим  . Хоча Кустодієв вже працював, сидячи в інвалідному візку, картину він написав досить швидко, за кілька днів, і відразу ж приступив до іншого полотна - його голова була сповнена новими задумами, незважаючи на хворобу  . Через кілька років, в 1923 році, Кустодієв написав схожу по композиції картину під назвою «Купчиха, яка п'є чай» (Нижегородський державний художній музей)  .

## Композиція
Картина розмірами 120 × 120 см написана маслом на полотні . Праворуч внизу підпис: «Б. Кустодиевъ/1918» .

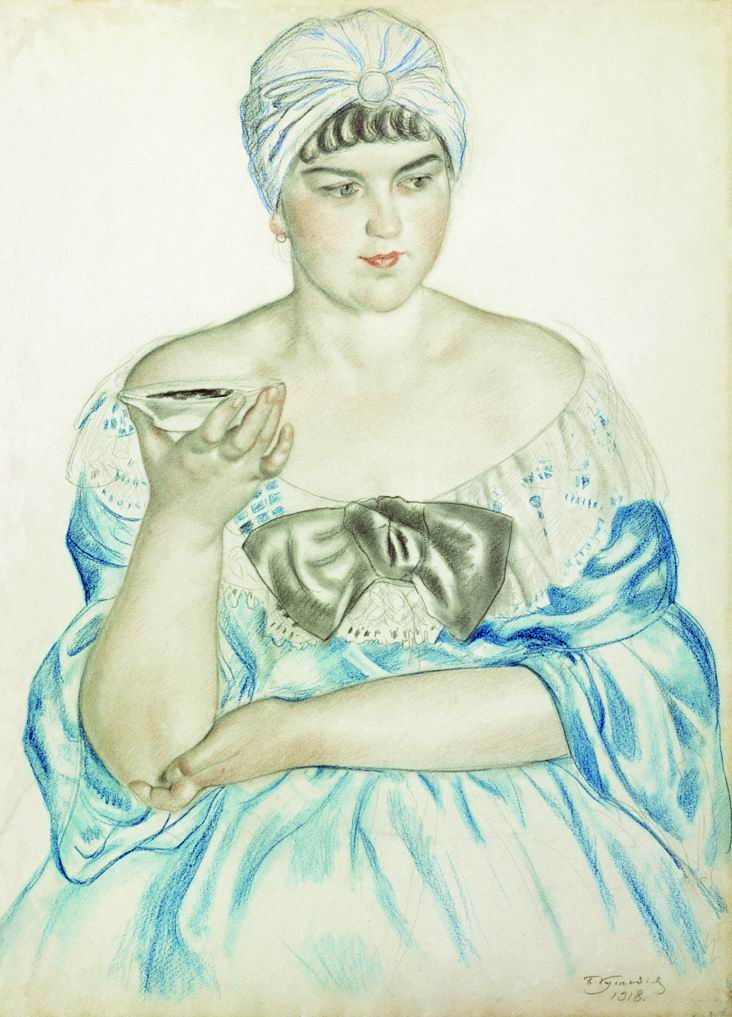
«Жінка, що п'є чай». Замальовка з Адеркас

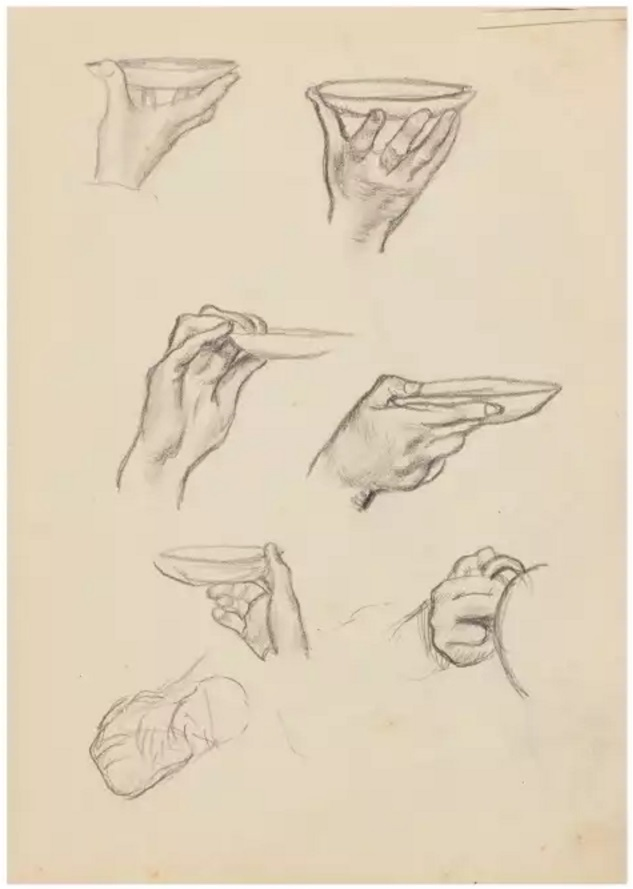
Малюнок з руками і блюдцями

Пишна, повна, сита білотіла, рум'яна, блакитноока і русява молода жінка, в загальному, задоволена і весела купчиха, зручно влаштувавшись, статечно сидить за столом на балконі дерев'яного особняка, в своєму «домашньому раю». Підперши однією рукою лікоть інший, в якій вона тримає фарфорове блюдечко, купчиха чинно і по купецькій традиції п'є з нього чай, кокетливо настовбурчивши свій пухкий мізинець      . Купчиха надзвичайно гарна і втілює в собі народний ідеал: червоні губки бантиком, прямий ніс, чорні соболині брови дугою, небесно-блакитні очі   . Рожево-свіже від післяобіднього сну обличчя і відкриті, що відрізняються мармурової білизною округлі плечі цієї красивої і пашить здоров'ям жінки підкреслено виділяються на тлі її очіпка і складок такого ж темно-фіолетового з чорними розводами оксамитового плаття     . Примітно, що атласне тіло купчихи навіть світліше неба  . Поруч про здобне плече своєї господині лащиться і треться, мугикаючи і зігнувши хвіст, ситий і ледачий кіт, неодмінний житель будь-якого купецького будинку, випещений і просто лискучий від безперестанного задоволення     . Варто зауважити, що Кустодієв іронічно наділив мордочку кота рисами обличчям господині . Купчиха виглядає старше і значніше самої моделі, більш миловидної і в реальності володіла пишними, але все ж набагато меншими формами    . Однак деякі моменти з початкового ескізу Кустодієв все ж переніс на картину .
Перед купчихою розкинувся розкішний натюрморт багатою трапези, що відрізняється звучним багатобарв'ям, художньої красою і виразністю   . Над столом височить пашить жаром, величавий і красивий, блискучий своїми начищеними до блиску мідними боками величезний пузатий відерний самовар, виконаний в настільки улюбленій серед купецтва формі «вази». На ньому стоїть чайник для заварювання, розписаний портретами, а навколо - дорогий посуд, срібний і порцеляновий, з виписаними узорами: цукорниця, молочник, вазочка з варенням і чашка з блюдцем. Примітно, що вони з різних сервізів, але гарної російської роботи, що не позбавляє глядача відчуття приємної для очей різноманітності. Стіл же заставлений апетитною і привабливою до чаювання їжею та солодощами: тут плетена корзинка-хлібниця з кренделями, булочками, печивом, кексом з родзинками, та й всякі фрукти - гроно винограду, яблука, ну і стиглий і соковитий цукровий, яскравий і червоний розрізаний кавун з чорними кісточками, який Кустодієв уподібнює розкішному рожевому тілу купчихи. Поруч з самоваром варто покрита розшитим рушником розписна дерев'яна скринька з рукоділлям, але вона знадобиться вже після чаювання. Все це ретельно виписано художником, причому ілюзорно, і незвичайно речово і відчутно і одночасно нарочито спрощено, в стилі, ніби взятому з крамничих вивісок       .

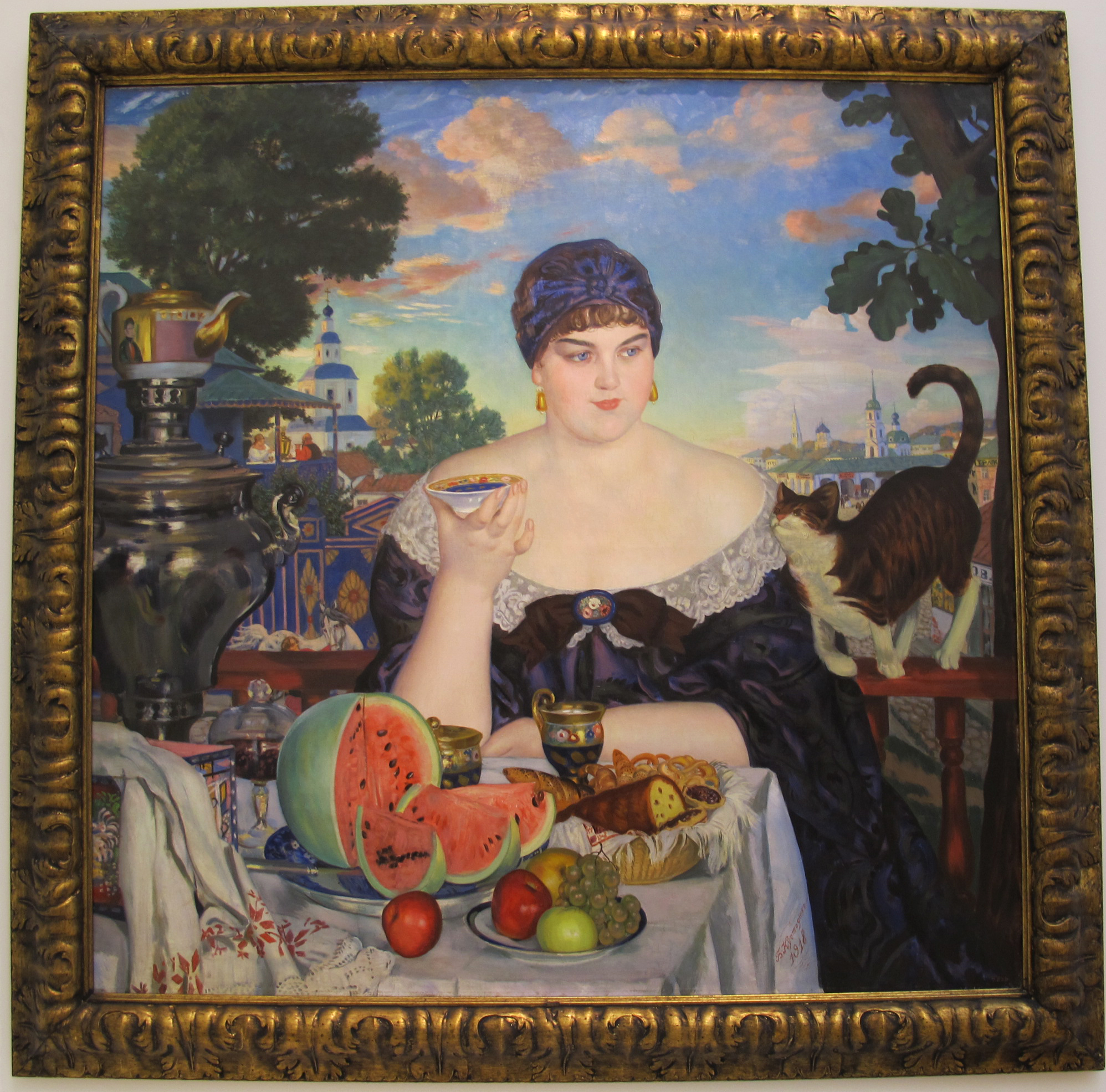
Картина в Російському музеї

Купчиха розташувалася на терасі, що підноситься над пагорбом на тлі блакитного неба, по якому пливуть рожеві хмари, так як сонячний день вже хилиться до вечора. На задньому плані за її спиною видно панораму зелених просторів, які виступають з-за дерев дахів будинків і позолочених маківок далеких і ближніх церков; подалі - гостинний двір і церковна дзвіниця, праворуч же - пустельна і покрита бруківкою площа, торгові ряди з вивісками. На їх фоні за важкими воротами сусіднього синього будинку - теж чаювання на балконі: за самоваром сидить купецька сім'я - старий з дружиною, які не поспішаючи п'ють чай, вставши від післяобіднього сну. Можна сказати, що купчиха є уособленням, збірним образом цього маленького провінційного повітового містечка. Пейзаж містечка відрізняється спокоєм і умиротворенням безперервного побутового та повсякденного, повільно поточного вуличного життя, ніби зійшла з полотен Шагала або втіленої в п'єсах Островського          . Можливо також, що образ цієї російської глушини навіяли Кустодієва його дитячі спогади, адже виріс він в Астрахані, такій ж звичайній провінції  . Разом з тим час і місце дії сюжету картини з історичною точністю визначити не можна, але по костюмах героїв можна судити, що це, можливо, 1840-і або 1850-ті роки, як в Москві, так і в Калузі, Нижньому Новгороді, Саратові, Ростові або Ярославлі, тобто в будь-якому російському древньому місті, в якому жили купці .
Детально виписаний декоративний натюрморт і фігура головної героїні картини, винесена вперед в центр і безроздільно заповнює більшу частину квадратного полотна, зливаються в одну композиційну структуру, виконану в стійкій пірамідальній формі унікальній своєю гармонією і цілісністю. При відсутності поступового переходу від переднього плану до дальнього, простір передано неквапливо-спокійними і пластично-плавними ритмічними лініями, що зливаються від периферії до центру композиції, що загострює увагу глядача на купчисі як символі старої Росії і чаюванні як концентрації всього укладу її життя, в той час як інші навколишні деталі, в тому числі кіт, купецьке подружжя, міська панорама і нарешті притягає увагу глядача червоною плямою кавун, здаються лише додатком до образу, додатковим розповіддю, що не позбавленим проте великого смислового навантаження. При створенні картини Кустодієв вивчав різні види народного мистецтва, включаючи лубок, творчо переосмислюючи його і створюючи таким чином свій неповторний своєрідний стиль. Так як Кустодієв практично не виходив зі свого будинку в Петрограді, полотно він створював по пам'яті, вдаючись при цьому до найбільш незвичайним і начебто неможливим колористичним сполученням, що, однак, не позбавило полотно переконливості і правдивості, побудованої на ретельному вивченні художником натури. Кустодієв використовував всього лише кілька кольорів, всі з яких зібрані на овальній брошці купчихи, як на палітрі - фіолетовий, блакитний, зелений, жовтий, червоний. Інтенсивність, соковитість їх досягнута віртуозним володінням технікою глізалі в поєднанні з гладкою і рівною фактурою письма, що нагадує емаль або російські лаки      .
Широка у всіх сенсах цього слова купчиха віддається захватом чаювання, за досить гедоністичною атмосферою якого прихована реальне життя цієї чуттєвої і повної загадковості жінки, досить еротичної і спокусливою, але разом з тим і наділеної посмішкою Мони Лізи  . Можливо, зримою метою її чуттєвих мрій є молода людина, що намагається за парканом приборкати білого коня . Можна сказати, що «Купчиха за чаєм» є натхненною поемою про російську красу, прощальним пам'ятником старої Росії, чудовим і характерним чином, свого роду апофеозом спогадів про соковитих пишних красунь, про майбутні блакитні вечори, про монументально урочисті чаювання, про неквапливе, ніби непереборне і безтурботне життя зйого розміреним укладом, ситим і бездумним існуванням. Мріючи і сумуючи про яскраву красу і повнокровний достаток в 1918 році при розрусі, голоді і холоді, Кустодієв, однак, не позбавив картину легкої іронії і незлобивої усмішки, якою наповнена вся російська класична література від Гоголя до Лєскова і яка характерна для багатьох дореволюційних полотен художника, коли люди ще й уявити не могли собі те, як дістати належну пайку хліба, але нудьгували від тужливого і одноманітного купецького існування      .

## Доля
Картину «Купчиха за чаєм» можна вважати одним з найвищих досягнень Кустодієва в післяреволюційний період його творчості , програмною роботою художника . Навесні 1919 року в Зимовому палаці, перейменованому в Палац мистецтв, пройшла Перша Державна виставка за участю понад 300 художників, в тому числі і Кустодієва. Він показав на виставці 11 картин, у тому числі вперше «Купчиха за чаєм», яку розмістили в центрі однієї зі стін, цілком наданої в користування художнику    . Костянтин Сомов, в той же самий час якось зайшов до Кустодієва додому, відзначав, що виставка ця в цілому погана і нікуди не годиться, обмовившись, щоправда, що до «Купчихи за чаєм» це не відноситься . Навесні 1920 року в трьох кімнатах квартири Нотгафта в будівлі петроградського Будинку мистецтв відбулася перша і єдина прижиттєва персональна виставка Кустодієва, на якій він представив близько 170 різних з художньої точки зору творів, виконаних в основному в 1915-1920 роках, куди увійшла і «Купчиха за чаєм». Упорядником виставки виступив Федір Нотгафт, що був в 1919-1921 роках секретарем художнього відділу Будинку мистецтв. Примітно, що сам Кустодієв на час проведення виставки, тобто з 15 до 28 травня, проживав на квартирі у Нотгафта, де йому була виділена окрема кімната   .

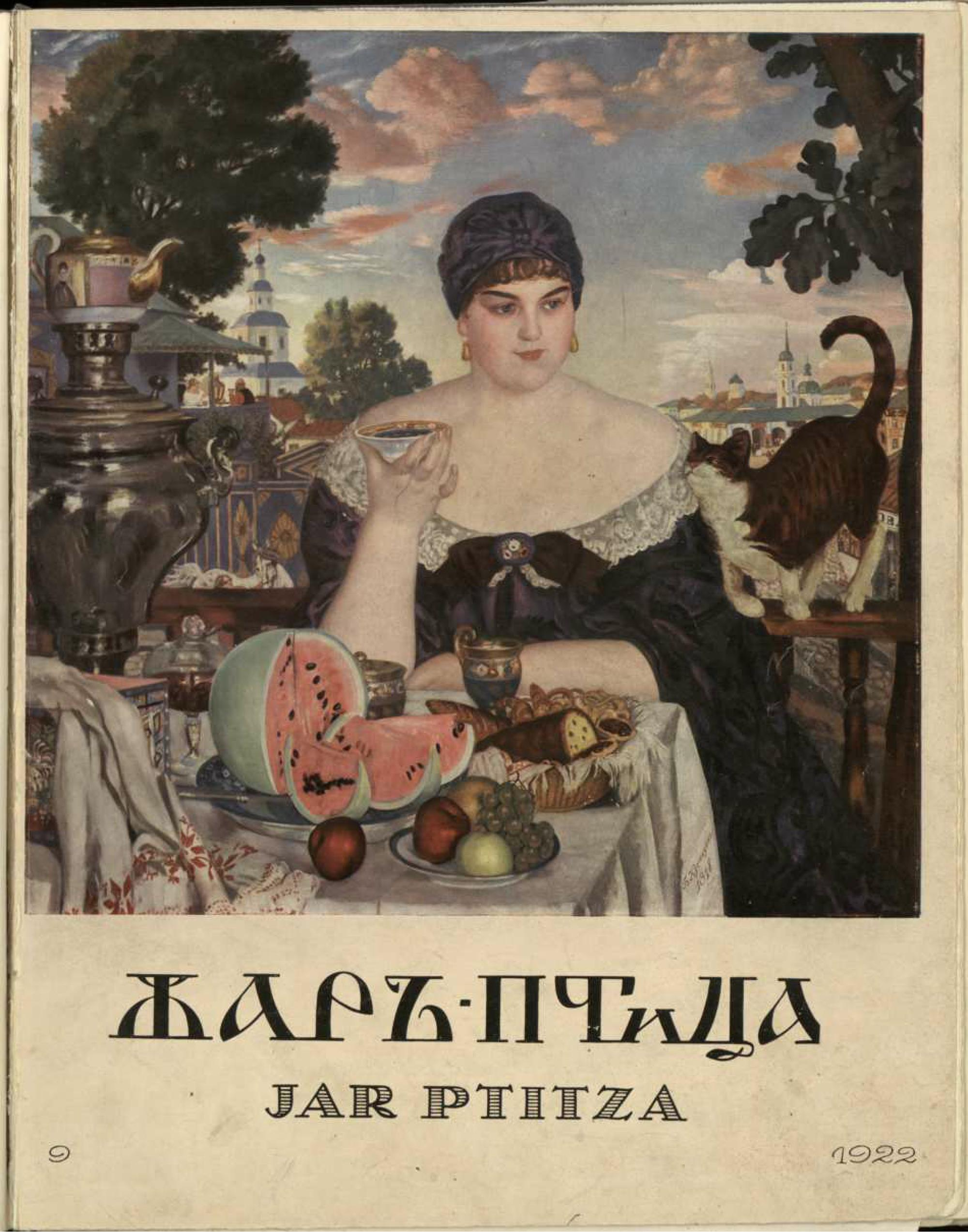
Обкладинка журналу «Жар-птиця», № 9 за 1922 рік

У 1922 році в новій галереї Ван-Дімена на Унтер-ден-Лінден, недалеко від будівлі радянського посольства в центрі Берліна, пройшла Перша виставка російського мистецтва. У вернісажі, що відкрився 15 жовтня, взяли участь близько 180 художників з більш ніж тисячею творів, в тому числі і Кустодієв зі своєю «Купчихою за чаєм», а також «Нареченою», написаної в 1919 році  . Виставка широко висвітлювалася в радянській пресі і в берлінських емігрантських виданнях .  Стаття, яка вийшла в журналі «Червона нива», підписана ініціалом «М.», за яким ховався Володимир Маяковський, супроводжувалася репродукція «Купчихи за чаєм», під заголовком з ідеологічних міркувань - «Жінка за самоваром», як в експозиційному каталозі   . У той же час в емігрантському художньому журналі «Жар-птиця» зазначалося відсутність в експозиції робіт художників з «Миру мистецтва» і констатувалося, що «яскравою плямою горить на виставці своєї" купчихи за самоваром "лише Б. М. Кустодієв, але вже така сила його палітри ...»  . Обкладинку наступного 9-го номера журналу «Жар-птиця» за 1922 рік прикрасила кольорова репродукція «Купчихи за чаєм», а «Наречена» була поміщена на кольорову вклейку . Коли картини ще розвішувалися, художник і мистецтвознавець Георгій Лукомський захоплено написав в емігрантській газеті «Напередодні», що «Кустодієв -" найбагатші "сюжети:" Купчиха "за чаюванням у самовара - російський Тіціан! Живопис його став суворіше, більш продуманий. Кустодієв - величезний художник!», І«може бути поставлений врівень з Венеціановим [...]» . Після відкриття виставки він же дав можливо кращу літературно-художню критику цій картині Кустодієва .

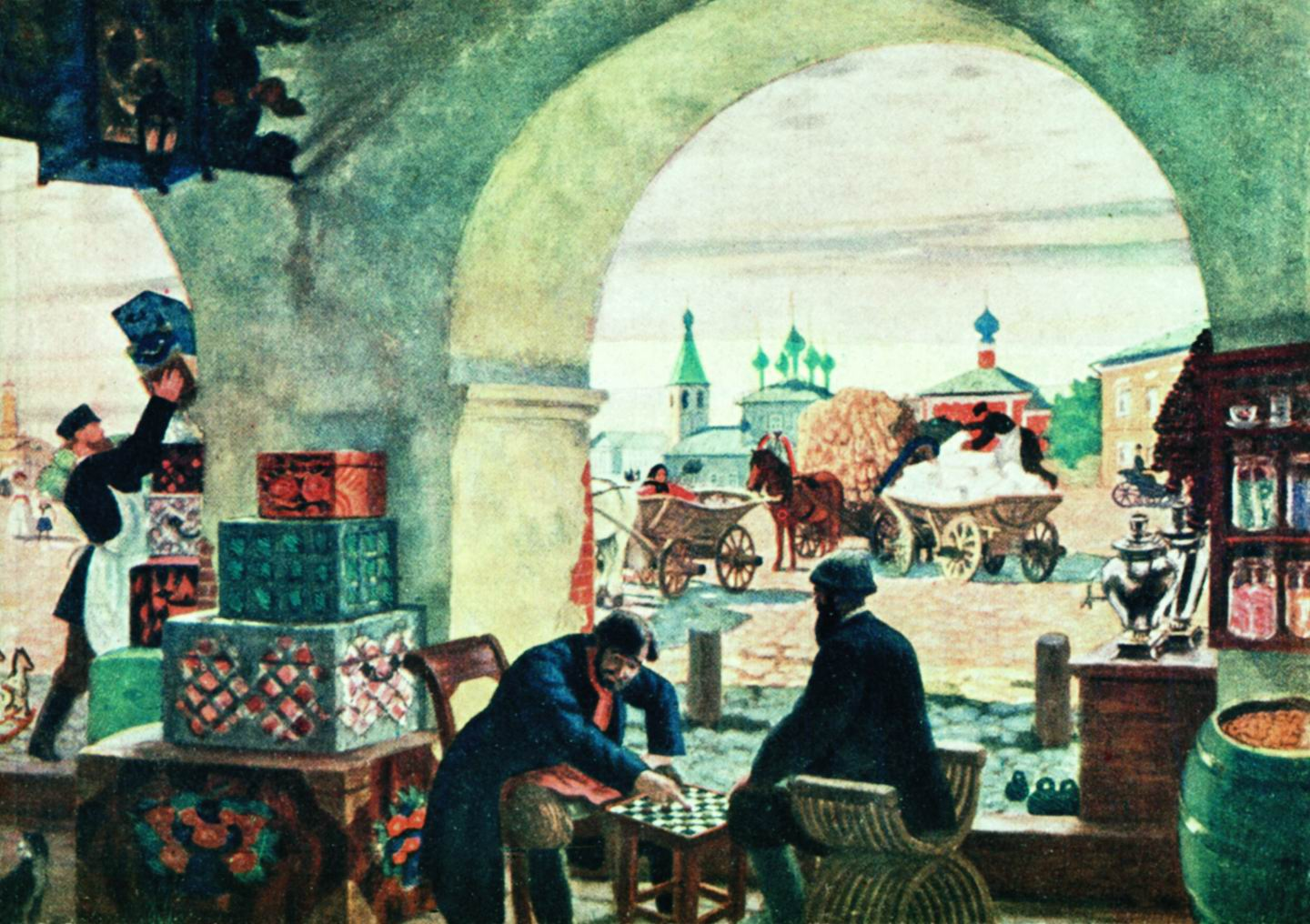
«Гостинний двір», Кустодієв

Михайло Нестеров, який відвідав разом з Всеволодом Воїновим в березні 1923 року квартиру Кустодієва в Петрограді, високо оцінив його роботи на тему купецтва, особливо затримавшись біля картини «Купці», написаної ще в 1918 році (відома також як «Гостинний двір», «Торгові ряди»). Нестерову, вихідцю з купецької сім'ї, це полотно особливо сподобалося, і при вигляді його у нього мимоволі вирвалося: «Адже це монументи! І такі молодці прогледіли революцію! Правда, їх в цьому провела інтелігенція ... Міцний і цілісний народ - купецтво ...». Також високо він оцінив і «Купчиху за чаєм» як роботу, яка стверджує красу людську   . У червні 1924 року на XIV Міжнародній виставці мистецтв в Венеції Кустодієв представив кілька своїх робіт, в тому числі «Купчиха за чаєм», а також «Більшовика»   . У 1925 році «Купчиха за чаєм» була передана з відділу образотворчих мистецтв Наркомосу в Державний Російський музей , де вона і знаходиться в даний час, виставляючи в Залі 71-м Корпуси Бенуа .

## Відображення в культурі
У 1964 році у фільмі «Одруження Бальзамінова» режисера Костянтина Воїнова за трилогією п'єс О. М. Островського актриса Нонна Мордюкова зіграла розпещену, яка знемагає від неробства купчиху Бєлотєлову  , яка, як відзначали кінокритики, ніби зійшла з картин Кустодієва , перевтілилася в «кустодієвську купчиху», спроможну коня на скаку зупинити . Наталя, сестра Мордюкової, згодом розповідала: «Вона мені дзвонила з гримерки "Мосфільму"- Ти знаєш Наташка, зробили такий грим ... Зараз нас будуть фотографувати на пробу. Ти знаєш, у мене таке відчуття, ніби я з картини Кустодієва сіла зараз в крісло ... Дивлюся на себе в гримерці в дзеркало: ну чим я не та купчиха?» . У тому числі і за цю роль Мордюкова отримала в 1973 році Державну премію РРФСР імені братів Васильєвих .
|                         |                         |            |
| Радянська поштова марка | Російська поштова марка | монета ЦБР |

У 1978 році в серії «100 років від дня народження Б. М. Кустодієва (1878-1927)», що включає в себе 5 поштових марок і блок, була випущена марка з репродукцією «Купчихи за чаєм»   . У 1997 році поштова марка з картиною Кустодієва була випущена до 100-річчя Російського музею  . У 1998 році Центральний банк Росії з цього ж приводу випустив в серії «Пам'ятки архітектури Росії» срібну монету номіналом 3 рублі, на реверсі якої був поміщений фрагмент картини «Купчиха за чаєм» Кустодієва .